# Клееберг, Францишек
Францишек Клееберг (пол. Franciszek Kleeberg; 1 февраля 1888 — 5 апреля 1941) — генерал польской армии, известный тем, что дольше всех оказывал сопротивление немцам в 1939 году и не потерпел от них военного поражения.

## Карьера
Родился 1 февраля 1888 года в Тарнополе (Австро-Венгрия) (сейчас Тернополь, Украина), в семье офицера австрийской кавалерии — бывшего участника польского восстания 1863 года.
Окончил кадетский корпус в Границах и военно-техническую академию в Мёдлинге, затем Артиллерийскую школу в Хаймаскере. Учился в венской Академии Генерального штаба, которую не окончил из-за Первой мировой войны.
С 1915 года — на штабных должностях в Польских легионах австро-венгерской армии (начальник штаба III бригады и др.). Затем руководил артиллерийскими школами.
С конца 1918 года в польской армии. Участник Советско-польской войны 1919—1921 годов (в должностях начальника штаба 1-й армии и начальника штаба оперативной группы генерала Казимира Рашевского). После войны получал высшее военное образование во Франции и Польше. Затем командовал дивизией и корпусными округами.

## Участие во Второй мировой войне
Вторая мировая война застала его в должности командующего IX корпусным округом (район Бреста). 11 сентября приказом верховного главнокомандующего Рыдз-Смиглы Клеебергу была поручена организация обороны Полесья по рекам Мухавец — Припять, от Бреста до советской границы, с целью недопущения глубокого охвата немцами Северного фронта с востока. Клееберг возглавил Отдельную оперативную группу «Полесье», созданную на основе сил IX корпуса.
Первыми боями группы явились оборона Бреста (14-16 сентября) и Кобрина (16-18 сентября). После ввода советских войск 17 сентября войска Клееберга сосредоточились в Ковеле. Всего у него было около 20 тыс. человек: две пехотные дивизии (59-я и 60-я; последняя отличалась своей боеспособностью); кавалерийская бригада, два отдельных полка: уланский и коннострелковый. 22 сентября Клееберг принимает решение о выступлении на запад на помощь осаждённой Варшаве. 27 сентября его войска переправились через Западный Буг. Но испытывая недостаток в продовольствии и боеприпасах, Клееберг решил прежде двинуться в Демблин, где были крупные военные склады. Получив 1 октября известие о капитуляции Варшавы, он решил двигаться далее на запад в лесные массивы и начать партизанскую войну. 2 октября в районе Коцка он вступил в боевое соприкосновение с немецкими (13-я и 29-я моторизованные дивизии) и подходившими с востока советскими войсками. Хотя эти бои были в целом успешны для поляков, недостаток продовольствия и боеприпасов заставил их 5 октября капитулировать перед немцами.
В ходе этих боев Клееберг захватил несколько десятков красноармейцев — пленных и перебежчиков, половина из которых вступила в его отряд и отличалась храбростью в боях.
После капитуляции Клееберг был заключен в офлаг IV-B Кёнигштайн под Дрезденом; умер 5 апреля 1941 года в военном госпитале в Вайссер-Хирше под Дрезденом. Останки перезахоронены в 1969 году в Коцке.

## Награды
- Рыцарский крест ордена «Virtuti Militari»
- Офицерский крест ордена «Polonia Restituta»
- Крест храбрых — четырежды
- Медаль «За военные заслуги» (Австро-Венгрия)
- Орден Почётного легиона (Франция)
- Железный крест 2-го класса (Германская империя)
- Военный орден Лачплесиса 3-й степени (Латвия)